# 林薮経
『林薮経』（りんそうきょう、巴: Vanapattha-sutta, ヴァナパッタ・スッタ）とは、パーリ仏典経蔵中部に収録されている第17経。『山林経』（さんりんきょう）とも。
類似の伝統漢訳経典としては、『中阿含経』（大正蔵26）の第107-108経「林経」がある。
比丘達の居住地について、物心両面からの関係性から説かれていく。

## 日本語訳
- 『南伝大蔵経・経蔵・中部経典1』（第9巻） 大蔵出版
- 『パーリ仏典 中部（マッジマニカーヤ）根本五十経篇I』 片山一良訳 大蔵出版
- 『原始仏典 中部経典1』（第4巻） 中村元監修 春秋社